# Огибалово (Михайловский район)
Огибалово — село в Михайловском районе Рязанской области России, входит в состав Горностаевского сельского поселения. 

## География
Село расположено на берегу реки Проня в 10 км на юго-восток от центра поселения посёлка Заря и в 25 км на юго-запад от райцентра города Михайлов.

## История

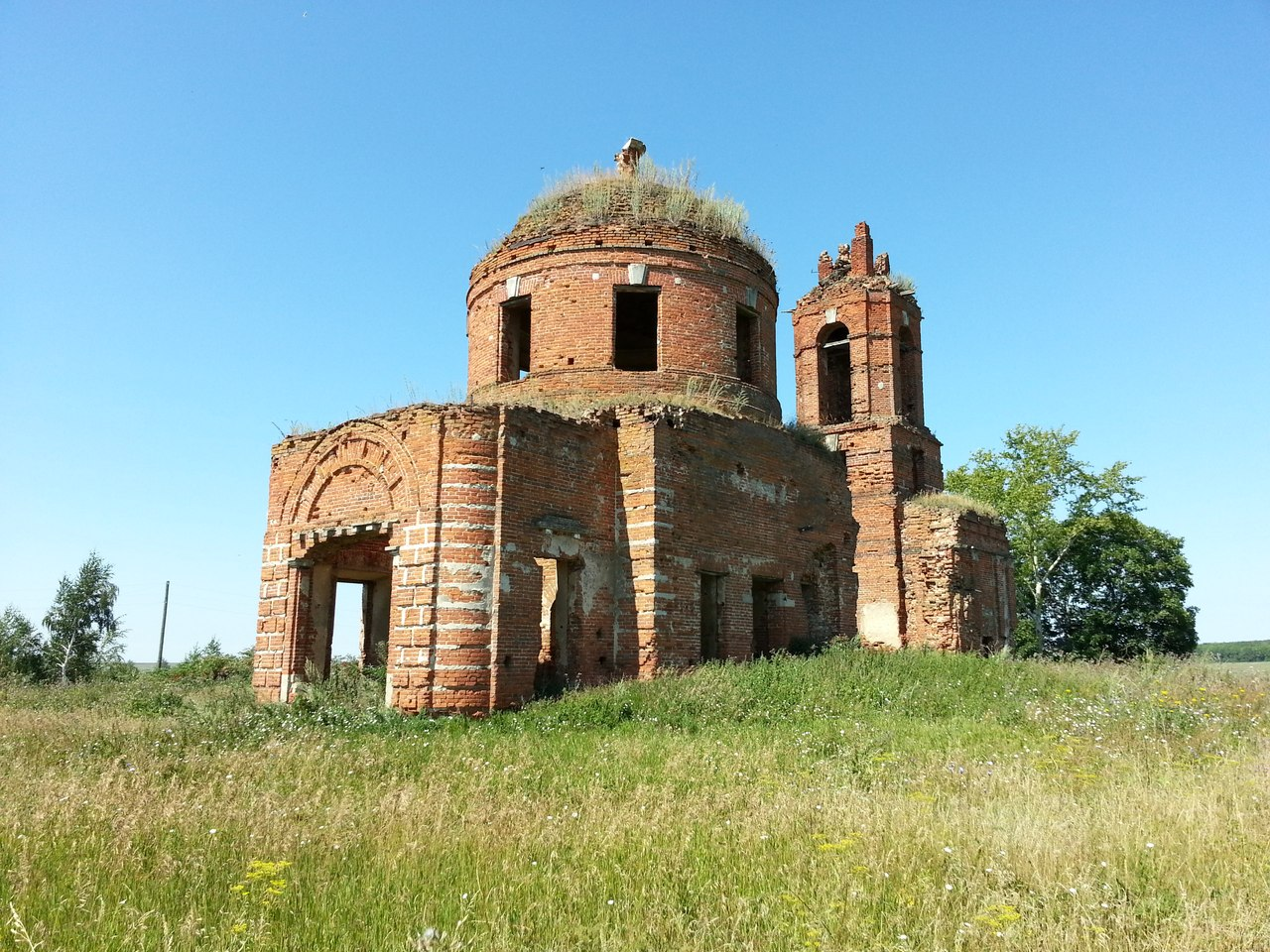
Архангельская церковь с Никольским приделом (1828)

Первая церковь села Агибалово (другое название село Липов Корь ) была построена в 1678 году. Каменная Архангельская церковь с Никольским приделом была построена в 1828 году. Церковь состояла в Покровско–Агибаловском приходе и была приписной к главной Покровской церкви в селе Покровском.
Усадьба в селе основана в конце XVIII века братьями И.А. и С.А. Агибаловыми. В последней четверти XVIII века здесь существовали две усадьбы, которые принадлежали статскому советнику П.В. Сергееву и дворянину М.М. Агибалову. В первой половине - середине XIX века штабс-капитану В.М. Золотухину и прапорщику Н.Д. Колтовскому (г/р 1792). Далее одной из усадеб владел дворянин Ф.А. Страхов (г/р 1861).
В XIX — начале XX века село входило в состав Малинковской волости Михайловского уезда Рязанской губернии. 
С 1929 года село являлось центром Огибаловского сельсовета Михайловского района Рязанского округа Московской области, с 1935 года — в составе Чапаевского района, с 1937 года — в составе  Рязанской области, с 1959 года — в составе Михайловского района, с 2005 года — в составе Горностаевского сельского поселения.

## Население
| 1859 | 1897 | 1906 | 2007 | 2010 |
| ---- | ---- | ---- | ---- | ---- |
| 559  | ↗679 | ↗996 | ↘23  | ↗24  |

## Достопримечательности
Сохранилась руинированная церковь Михаила Архангела 1828 года в стиле классицизм, построенная Н.Д. Колтовским вместо прежней деревянной. Около церкви есть старое руинированное здание.